# Medina (dúo musical)
Medina es un dúo musical sueco de hip hop formado en el año 2003 por Sam-E (Sami Daniel Rekik) y Alibi (Ali Jammali).

## Historia
El dúo Medina fue formado en 2003, cuando Alibi, de origen tunecino, y Sam-E, tunecino de padre y finlandés de madre, se conocieron en Knivsta. Su asociación los llevó a desarrollar un estilo musical, al que llamaron música haffla, que combina el hip hop con elementos de la música árabe. Ganaron notoriedad gracias a dos mixtapes lanzados al año siguiente, lo que les valió un contrato con Warner Music Suecia, en el que se lanzó su sencillo debut Magdansös.
Su popularidad aumentó a principios de la década de 2010 gracias a los sencillos Där palmerna bor y Miss Decibel, certificados cinco y seis veces con disco de platino, respectivamente, por IFPI Sverige. Miss Decibel es su mayor éxito comercial: alcanzó la 2.ª posición en el Sverigetopplistan. El sencillo está incluido en el álbum con certificado de oro Sista minuten, la primera entrada de Medina en la lista de álbumes, donde alcanzó el puesto 15. El siguiente álbum, Haffla avenyn, alcanzó el puesto 6 y también recibió un disco de oro con más de 10 000 copias vendidas en todo el país.
Después de una interrupción del dúo entre 2018 y 2021, Medina regresó cuando fueron seleccionados por SVT para participar en el Melodifestivalen 2022, un festival de música que sirve como selección sueca para el Festival de la Canción de Eurovisión, con el tema En i dimman.

## Discografía

### Álbumes de estudio
- 2005 – Fullblod
- 2007 – 7 dar
- 2008 – Mosh normal
- 2012 – Hayat
- 2013 – Sista minuten
- 2015 – Haffla avenyn

### Mixtape
- 2004 – Rumble in Fiskayyet
- 2004 – Varsågod de e gratis vol. 1
- 2009 – Varsågod de e gratis vol. 2
- 2010 – Haffla Music vol. 1
- 2010 – Varsågod de e gratis vol. 1
- 2011 – Varsågod de e gratis vol. 2
- 2011 – Haffla Music vol. 2
- 2012 – Svarta tårar

### Sencillos
- 2004 – Magdansös
- 2005 – Fortsätt gå
- 2012 – Där palmerna bor
- 2013 – Miss Decibel
- 2013 – Natten lång
- 2013 – Sista minuten
- 2014 – Se på mig nu
- 2014 – Doga doga (feat. Arash)
- 2015 – Marken under oss
- 2015 – Tills vi koolar
- 2015 – Vapenvila (feat. Dani M)